# Allocosa umtalica
Allocosa umtalica là một loài nhện trong họ wolfspinnen (Lycosidae).
Loài này thuộc chi Allocosa. Allocosa umtalica được William Frederick Purcell miêu tả năm 1903.